# X/Y
X/Y é um filme norte-americano de drama do ano de 2014, escrito e dirigido por Ryan Piers Williams. O elenco é composto por America Ferrera, Williams, Melonie Diaz, Jon Paul Phillips, Amber Tamblyn, David Harbour, e Common. O filme foi premiado no Tribeca Film Festival em 19 de Abril de 2014.

## Elenco
- America Ferrera como Silvia
- Ryan Piers Williams como Mark
- Melonie Diaz como Jen
- Jon Paul Phillips como Jake
- Amber Tamblyn como Stacey
- David Harbour como Todd
- Common como Jason